# Lago La Plata (sjö)
Lago La Plata är en sjö i Argentina.   Den ligger i provinsen Chubut, i den sydvästra delen av landet, 1 600 km sydväst om huvudstaden Buenos Aires. Lago La Plata ligger 930 meter över havet. Arean är 68 kvadratkilometer. Den sträcker sig 8,7 kilometer i nord-sydlig riktning, och 27,2 kilometer i öst-västlig riktning.
I omgivningarna runt Lago La Plata växer i huvudsak blandskog. Runt Lago La Plata är det mycket glesbefolkat, med 3 invånare per kvadratkilometer.